# Атомный танк

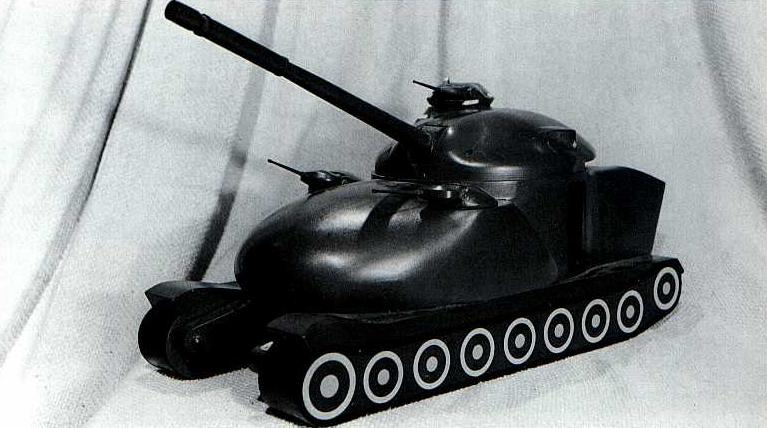
Модель танка TV-1, представленная на конференции Question Mark III

Атомный танк — танк с ядерной силовой установкой. Проекты таких боевых машин разрабатывались в США в 1950-е годы, однако практического воплощения ни один из них не получил.

## США
С появлением и развитием в 1950-х годах ядерной энергетики, в США и других странах велась активная работа по внедрению их в различных областях как гражданского, так и военного применения: появились проекты атомных поездов, судов, самолётов, ракет, и так далее. В то время эти идеи выглядели, как минимум, не менее амбициозно, чем установка реактора на подводных лодках или ледоколах. Не осталась в стороне и Армия США, рассматривавшая реакторы в качестве перспективной силовой установки для наземной военной техники.
Впервые концепция атомного танка в США прорабатывалась в ходе конференции Question Mark III, посвящённой перспективам развития бронетехники и проводившейся в Детройте в июне 1954 года. Помимо проекта, предлагавшего использование ядерного реактора на мобильном бронированном шасси для питания колонн техники во время марш-бросков, что позволило бы бронетехнике вступать в бой, имея полный запас хода, были представлены и концепции танка с индивидуальной ядерной энергетической установкой. Первый проект, получивший обозначение TV-1, представлял собой 70-тонную боевую машину, вооружённую 105-мм пушкой T140 и защищённую 350-мм лобовой бронёй. Реактор позволял приводившей танк турбине, работавшей на перегретом атмосферном воздухе, работать на полной мощности в течение 500 часов без замены топлива.
Ко времени следующей конференции, Question Mark IV, проводившейся в августе 1955 года, развитие атомных реакторов позволило значительно уменьшить их размер, а следовательно и массу танка. Представленный на конференции проект под обозначением R32 предполагал создание уже 50-тонного танка, вооружённого 90-мм гладкоствольной пушкой T208 и защищённого в лобовой проекции 120-мм бронёй, расположенной под наклоном в 60° к вертикали. Реактор обеспечивал танку расчётный запас хода более 4000 миль (6400 км). R32 был сочтён более перспективным, чем первоначальный вариант атомного танка, и рассматривался даже в качестве возможной замены для находившегося в производстве танка M48, несмотря на очевидные недостатки, такие как крайне высокая стоимость машины и необходимость регулярной замены экипажей, чтобы исключить получение ими опасной дозы радиационного облучения. Однако и R32 не вышел за стадию эскизного проекта. Постепенно интерес армии к атомным танкам угас, однако работы в этом направлении продолжались, по меньшей мере, до 1959 года. Ни один из проектов атомных танков не дошёл даже до стадии постройки опытного образца, как остался на бумаге и проект переоборудования тяжёлого танка M103 в опытную машину для испытаний ядерного реактора на танковом шасси.

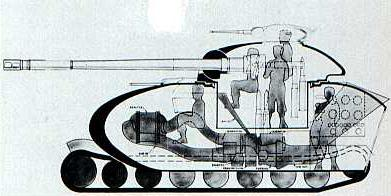
Компоновка танка TV-1
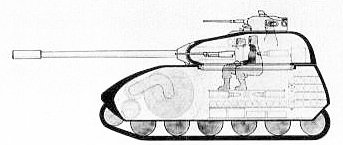
Компоновка танка R-32

## СССР
В СССР проекты атомных танков не разрабатывались. Называемая порой в прессе «атомным танком», ТЭС-3 в действительности представляла собой перевозимую на гусеничном шасси атомную электростанцию для отдалённых районов Крайнего Севера.

## Общие проблемы концепции
Главной проблемой концепции танка с атомным двигателем было то, что большой запас хода не означал высокой автономности машины. Лимитирующим фактором становился запас боеприпасов, смазочных материалов для механических частей, ресурс гусеничных лент. В результате упрощение снабжения атомных танков горючим и исключение машин-заправщиков из состава танковых частей на практике не приводили к сколь-нибудь существенному повышению автономности. В то же время стоимость танков с атомным двигателем значительно превышала стоимость обычных, а для их обслуживания и ремонта требовался бы специально обученный персонал и специальные ремонтные машины и оборудование. Кроме того, повреждение такого танка со значительной вероятностью привело бы к радиоактивному заражению местности.

## Атомные танки в искусстве
- Атомные танки присутствовали в романе братьев Стругацких «Обитаемый остров».